# Тихоокеански морски ангел
Тихоокеанският морски ангел (Squatina californica) е вид хрущялна риба от семейство Морски ангели (Squatinidae). Видът е почти застрашен от изчезване.

## Разпространение
Разпространен е в Канада, Мексико (Долна Калифорния) и САЩ (Аляска, Вашингтон, Калифорния и Орегон).